# اندری هریشچنکو
اندری هریشچنکو (انگلیسی: Andriy Hryshchenko؛ زادهٔ ۳ اکتبر ۱۹۷۴) بازیکن فوتبال اهل اوکراین است.
از باشگاه‌هایی که در آن بازی کرده‌است می‌توان به باشگاه فوتبال فاستاو زلین، باشگاه فوتبال گورنیک زابژه و باشگاه فوتبال متالیست خارکوف اشاره کرد.